# Вентимиля ди Сичилия
Вентимѝля ди Сичѝлия (на италиански: Ventimiglia di Sicilia, на сицилиански Arcoa, Каламиня) е село и община в Южна Италия, провинция Палермо, автономен регион и остров Сицилия. Разположено е на 540 m надморска височина. Населението на общината е 2108 души (към 2010 г.).